# Caecijaera derjugini
Caecijaera derjugini är en kräftdjursart som beskrevs av Oleg Grigor'evich Kussakin 1962. Caecijaera derjugini ingår i släktet Caecijaera och familjen Janiridae. Inga underarter finns listade i Catalogue of Life.